# Шинкай-Финаце
Шинкай-Финаце (рум. Șincai-Fânațe) — село у повіті Муреш в Румунії. Входить до складу комуни Шинкай.
Село розташоване на відстані 282 км на північний захід від Бухареста, 21 км на північний захід від Тиргу-Муреша, 57 км на схід від Клуж-Напоки, 148 км на північний захід від Брашова.

## Населення
За даними перепису населення 2002 року у селі проживали 269 осіб.
Національний склад населення села:
| Національність | Кількість осіб | Відсоток |
| -------------- | -------------- | -------- |
| румуни         | 239            | 88,8%    |
| угорці         | 30             | 11,2%    |

Рідною мовою назвали:
| Мова      | Кількість осіб | Відсоток |
| --------- | -------------- | -------- |
| румунська | 239            | 88,8%    |
| угорська  | 30             | 11,2%    |